# Thái Bình Thiên Quốc

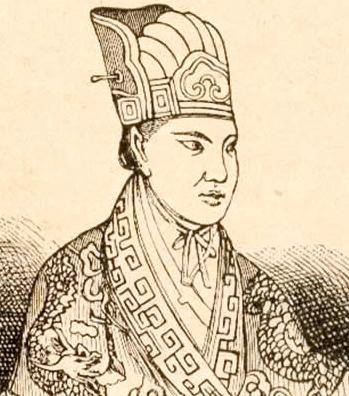
Hồng Tú Toàn, người sáng lập Thái Bình Thiên Quốc

Thái Bình Thiên Quốc (chữ Hán phồn thể: 太平天國, chữ Hán giản thể: 太平天国; 1851–1864) hoặc Thiên Quốc là một nhà nước tôn giáo thần quyền Kitô giáo trong lịch sử Trung Quốc được hình thành từ cuộc nổi dậy của nông dân do Hồng Tú Toàn cầm đầu vào giữa thế kỷ 19. Thái Bình Thiên Quốc có lãnh thổ trải rộng từ sông Dương Tử xuống phía nam Trung Quốc với trên 16 tỉnh và hơn 600 thị, có thủ đô là Thiên Kinh (Nam Kinh).
Lịch sử phát triển và suy vong của Thái Bình Thiên Quốc gắn liền với cuộc đấu tranh của người Khách Gia chống lại sự cai trị của nhà Thanh và sự xâm lăng của các thế lực phương Tây.
Cuộc chiến tranh giữa Thái Bình Thiên Quốc và các thế lực đối kháng được coi là một trong những cuộc chiến khốc liệt nhất trong thế kỷ 19 ở Trung Quốc và trên thế giới. Theo thống kê không chính thức nó đã tước đi sinh mạng của hơn 20 triệu người, bao gồm thường dân và quan quân, nhưng cũng có nguồn cho rằng số người chết lên đến khoảng 50 triệu người. Sau cuộc chiến chống lại Thái Bình Thiên Quốc, nhà Thanh đã kiệt quệ và đành phải chứng kiến các nước phương Tây xâm chiếm những vùng đất duyên hải, áp đặt các đặc quyền thương mại trên đất Trung Hoa.

## Sự hình thành và phát triển
Năm 1843, Hồng Tú Toàn, một nho sĩ bất mãn với xã hội phong kiến lúc bấy giờ, đã kết hợp với những lý luận cơ bản về lấy quan điểm bình đẳng của Thiên Chúa giáo làm gốc, sáng lập ra đạo "Bái Thượng đế" để tập hợp người dân chống lại chính quyền. Ông tự nhận mình người được Thượng đế phong Vương cử xuống trần thế thiên hành đạo, giúp người dân chống lại Thanh triều.
Năm 1847–1848, hai tỉnh Lưỡng-Quảng bị nạn đói, giặc cướp khắp nơi, Hồng Tú Toàn hợp cùng một nhóm bạn đồng học đồng hương như Dương Tú Thanh, Tiêu Triều Quý, Thạch Đạt Khai dấy binh nổi dậy ở Kim Điền – Quảng Tây, với khẩu hiệu "Phản Thanh, diệt tham ô tàn bạo, khôi phục lại nhà Minh". Quân nổi dậy được sự ủng hộ mạnh mẽ của người dân nghèo, chỉ trong một thời gian ngắn đã lên tới hàng trăm vạn người. Quân nổi dậy cả nam lẫn nữ đều để tóc dài, chống lại lệnh để bím tóc đuôi sam của triều đình Mãn Thanh – nên sử nhà Thanh thường gọi là "Giặc tóc dài".
Thế lực của quân Hồng Tú Toàn rất mạnh, chỉ trong vòng chưa đầy nửa năm họ đã chiếm được hết hơn 16 tỉnh, 600 thị trấn..., làm triều đình nhà Thanh lung lay đến tận gốc rễ. Tháng 3 năm 1853, quân nổi dậy chiếm được thành phố quan trọng phía nam của Mãn Thanh là Nam Kinh. Hồng Tú Toàn đã quyết định đổi tên thành phố thành Thiên Kinh và lấy đó làm thủ đô của Thái Bình Thiên Quốc.
Vào thời điểm cực thịnh của mình, lãnh thổ Thái Bình Thiên Quốc bao trùm hầu hết miền trung và miền nam Trung Quốc. Tuy nhiên Thái Bình Thiên Quốc không nắm được bất kì một cảng biển quan trọng nào của vùng duyên hải. Chính điều này đã phần nào đưa chính quyền Thiên Quốc vào tình trạng bị cô lập và không có các quan hệ thương mại với bên ngoài.

### Chính sách quản lý nhà nước
Sau khi lập quốc, Hồng Tú Toàn đã ban hành chính sách cai trị như sau:
1. Về tôn giáo, đạo đức, có 10 khoản phỏng theo thập giới của đạo Ki Tô: phải thờ phụng Thượng đế, không thờ phụng các tôn giáo khác (cấm thờ Khổng, Lão, Phật..., cấm cả thờ ông bà), mỗi tuần bảy ngày, ngày nào cũng phải tán tụng ân đức của Thượng đế, phải hiếu thuận với cha mẹ, không giết người, không tà dâm, không trộm cướp, không nói láo.
2. Chính sách xã hội: những người già cả, góa vợ, góa chồng, những người cô độc hoặc trẻ em, không cày ruộng được chính phủ cấp dưỡng.
3. Nghiêm cấm các tập tục như thói đàn bà bó chân, thói hút thuốc phiện, uống rượu, đánh bạc, mua bán nô tì, nuôi nàng hầu.
4. Quan chế, binh chế (lược bỏ)
5. Điền chế: ruộng đất, vàng bạc là của chung, không ai được giữ làm của riêng; ruộng thì chính quyền phân phát cho, dân cùng nhau cày cấy, cùng ăn cùng mặc, có tiền thì cùng tiêu, người nào trữ mười lạng bạc hoặc một lạng vàng thì bị trừng phạt. Chế độ đó là chế độ cộng sản, lần đầu tiên Hồng Tú Toàn đem áp dụng ở Trung Quốc, nhưng vì năm nào cũng có chiến tranh nên chưa thực hành được trọn vẹn.
6. Dùng lịch mới, gọi là Thiên lịch: mỗi năm gồm 366 ngày, chia làm 12 tháng, tháng lẻ 31 ngày, tháng chẵn 30 ngày, như vậy cứ 4 năm, dôi ra 3 ngày, thi hành được 5 năm sau đó thấy sai lệch mới phải sửa lại.
7. Chế độ thi cử: vì Thái Bình Thiên quốc đề xướng nam nữ bình đẳng, nên cho cả nam nữ đi thi như nhau, lập ra hai bảng một cho nam và một cho nữ. Có chủ khảo riêng cho nam thí sinh, chủ khảo riêng cho nữ thí sinh. Phía nữ cũng lấy một người đậu Trạng nguyên, đó là một đặc sắc của Thái Bình Thiên Quốc.

Tuy nhiên, các chính sách không có hiệu quả vì được tiến hành không theo một chủ trương chung; tất cả mọi cố gắng đều dồn vào quân đội và việc quản lý dân sự rất kém. Trong khi chính quyền cấm chế độ đa thê, Hồng Tú Toàn lại có 88 vợ. Nhiều viên chức trong chính quyền Thái Bình Thiên Quốc cũng có nhiều vợ và sống như vua.

### Cơ cấu bộ máy nhà nước
Bộ máy nhà nước của Thái Bình Thiên Quốc được xây dựng xung quanh các lãnh tụ của cuộc khởi nghĩa. Người đứng đầu nhà nước là Thiên Vương Hồng Tú Toàn, có quyền quyết định tối cao về các vấn đề quân sự, chính trị và tôn giáo. Tuy nhiên những năm cuối đời Thiên Vương thực chất chỉ đảm nhiệm những vấn đề tôn giáo.
Đứng sau Thiên Vương là các Vương gia, họ được phân quản lý các vùng trên lãnh thổ của Thái Bình Thiên Quốc. Ban đầu lập quốc Thái Bình Thiên Quốc có 5 vương gia, bao gồm Bắc Vương Vi Xương Huy, Nam Vương Phùng Vân Sơn, Đông Vương Dương Tú Thanh, Tây Vương Tiêu Triều Quý và Dực Vương Thạch Đạt Khai. Sau khi Nam Vương và Tây Vương mất, bổ sung thêm 2 vương gia là Yến Vương Tần Nhật Cương và Dự Vương Hồ Dĩ Hoảng. Sau này có thêm Trung Vương Lý Tú Thành, Phú Vương, Tĩnh Vương, Anh Vương Trần Ngọc Thành... Vào thời kỳ cuối của Thiên quốc, tổng cộng có khoảng 2000 người được phong vương.
Ở mức thấp hơn Vương gia là các tước: Nghĩa, An, Phúc, Yến, Dự, Hầu. Dưới còn có Công chúa và Thừa tướng. Vai trò của những người này chủ yếu là quản lý về mặt quân sự và trợ lý cho các Vương.

#### Năm vương gia thời kì đầu
| Tước hiệu                                                              | Tên            | Tập tước |
| Hoà Nãi Sư Thục Bệnh Chủ Tả Phụ Chính Quân sư Đông vương Cửu thiên tuế | Dương Tú Thanh | Bị Thiên Vương sai Bắc Vương làm binh biến giết chết năm 1856. Con trai thứ năm của Thiên vương là Hồng Thiên Hựu thừa tự, xưng là Ấu Đông vương Cửu thiên tuế. Không rõ tung tích sau khi Thiên Kinh thất thủ. |
| Hữu Bật Hựu Chính Quân sư Tây vương Bát thiên tuế                      | Tiêu Triều Quý | Con trai trưởng Tiêu Hữu Hoà tập tước, xưng là Ấu Tây vương Bát thiên tuế. |
| Tiền Đạo Phó Quân sư Nam vương Thất thiên tuế                          | Phùng Vân Sơn  | Con trai thứ của Tây vương là Tiêu Hữu Phúc thừa tự, xưng là Ấu Nam vương Thất thiên tuế. |
| Hậu Hộ Hựu Phó Quân sư Bắc vương Lục thiên tuế                         | Vi Xương Huy   | Có tội nên bị giết, tước danh hiệu. |
| Tả quân Chủ tướng Dực vương Ngũ thiên tuế                              | Thạch Đạt Khai | |

#### Hai vương gia bổ sung (sau khi Nam Vương và Tây Vương mất)
| Tước hiệu                  | Tên            | Tập tước                                                             |
| Yến vương (dưới Dực vương) | Tần Nhật Cương | Có tội nên bị giết, trừ tước.                                        |
| Dự vương (dưới Yến vương)  | Hồ Dĩ Hoảng    | Con trai Hồ Vạn Thăng tập tước, xưng là Ấu Dự vương Cường thiên tuế. |

#### Các yến gia thời kì đầu
| Tước hiệu                       | Tên            | Tập tước                      |
| Đỉnh Thiên Yến (tiền Yến Vương) | Tần Nhật Cương | Có tội nên bị giết, trừ tước. |

#### Các dự gia thời kì đầu
| Tước hiệu                   | Tên         | Tập tước                                                             |
| Hộ Thiên Dự (tiền Dự Vương) | Hồ Dĩ Hoảng | Con trai Hồ Vạn Thăng tập tước, xưng là Ấu Dự vương Cường thiên tuế. |

#### Các hầu gia thời kì đầu
| Tước hiệu        | Tên              | Ghi chú                                                                         |
| Đính Thiên hầu   | Tần Nhật Cương   | Năm 1854 được phong làm Yến vương.                                              |
| Tĩnh Hồ hầu      | Lâm Phượng Tường | Truy phong làm Cầu vương.                                                       |
| Định Hồ hầu      | Lý Khai Phương   | Truy phong làm Thỉnh vương.                                                     |
| Bình Hồ hầu      | Cát Văn Nguyên   | Truy phong làm Chúc vương.                                                      |
| Tiễu Hồ hầu      | Chu Tích Côn     | Không rõ sau này ra sao, có khả năng hi sinh trong cuộc Bắc phạt.               |
| Diệt Hồ hầu      | Hoàng Ích Vân    | Chết trong lần cháy quân doanh năm 1853.                                        |
| Hộ Quốc hầu      | Hồ Dĩ Hoảng      | Năm 1854 được phong làm Dự vương.                                               |
| Hưng Quốc hầu    | Trần Thừa Dung   | Về sau đổi thành Tả Thiên hầu.                                                  |
| Vệ Quốc hầu      | Hoàng Ngọc Côn   | Về sau đổi thành Vệ Thiên hầu.                                                  |
| Trấn Quốc hầu    | Lô Hiền Bạt      | Thân thích của Dương Tú Thanh, tông tích về sau không rõ.                       |
| Bổ Thiên hầu     | Lý Tuấn Xương    | Về sau đổi tên thành Tuấn Lương, bị Vi Xương Huy giết trong Sự biến Thiên Kinh. |
| Tán Thiên hầu    | Mông Đắc Ân      | Năm 1859 được phong làm Tán vương.                                              |
| Tương Thiên hầu  | Lâm Đại Cơ       | Cháu rể của Dương Tú Thanh.                                                     |
| Tướng Thiên hầu  | Hoàng Kì Thăng   |                                                                                 |
| Khuông Thiên hầu | Hoàng Duy Giang  | Anh rể của Dương Tú Thanh.                                                      |
| Trợ Thiên hầu    | Lưu Thiệu Đình   | Thượng thư của Đông Điện, bị Vi Xương Huy giết trong Sự biến Thiên Kinh.        |
| Dực Thiên hầu    | Cát Thành Tử     | Thượng thư của Đông Điện, bị Vi Xương Huy giết trong Sự biến Thiên Kinh.        |
| Phù Thiên hầu    | Phó Học Hiền     | Thượng thư của Đông Điện, bị Vi Xương Huy giết trong Sự biến Thiên Kinh.        |
| Vệ Thiên hầu     | Tăng Cẩm Khiêm   |                                                                                 |

#### Các vương gia quan trọng thời kì sau
- Nhất đẳng vương:
  - Can vương Hồng Nhân Can Phúc thiên tuế
- Nhị đẳng vương:
  - Anh vương Trần Ngọc Thành
  - Trung vương Lý Tú Thành
  - Thị vương Lý Thế Hiền
- Tam đẳng vương:
  - Tán vương Mông Đắc Ân
  - Phụ vương Dương Phụ Thanh
  - Phù vương Trần Đắc Tài
  - Khải vương Lương Thành Phú
  - Tuân vương Lại Văn Quang
  - Hỗ vương Lam Thành Xuân
  - Mộ vương Đàm Thiệu Quang

#### Các nghĩa gia quan trọng thời kì sau
- Can Thiên Nghĩa (tiền Can Vương) Hồng Nhân Can
- Thành Thiên Nghĩa (tiền Anh Vương) Trần Ngọc Thành

#### Các an gia quan trọng thời kì sau
- Thành Thiên An Trần Ngọc Thành

#### Các phúc gia quan trọng thời kì sau
- Can Thiên Phúc Hồng Nhân Can
- Thành Thiên Phúc Trần Ngọc Thành

#### Các yến gia quan trọng thời kì sau
- Thành Thiên Yến Trần Ngọc Thành

#### Các hầu gia quan trọng thời kì sau
- Thành Thiên Hầu Trần Ngọc Thành

Nhìn chung bộ máy nhà nước của Thái Bình Thiên Quốc khá đơn giản và mang nặng tính quân sự. Có lẽ nó xuất phát từ hoàn cảnh chiến tranh, tuy nhiên chính vì vậy việc quản lý kinh tế của nhà nước này cũng rất lỏng lẻo và thiếu hiệu quả. Mặc dù chiếm được vùng lãnh thổ rất lớn nhưng thực chất Thái Bình Thiên Quốc chỉ quản lý được các đô thị, còn tại các địa phương và các vùng nông thôn việc quản lý nhà nước hầu như bị bỏ ngỏ – chính quyền trung ương chỉ tập trung quản lý nhân khẩu để bổ túc lực lượng cho quân đội.

## Sự sụp đổ của Thái Bình Thiên Quốc
Sau các chiến thắng trước triều đình Mãn Thanh, theo các sử gia, Hồng Tú Toàn và các tướng lĩnh của Thái Bình Thiên Quốc đã có một quyết định sai lầm chiến lược khi không tiếp tục các chiến dịch quân sự mạnh mẽ chống lại triều đình Mãn Thanh nữa, mà rút về xây dựng bộ máy quản lý tại các vùng đã chiếm được. Chính sai lầm về chiến lược phát triển này đã cho phép nhà Thanh có thời gian để bình tĩnh khôi phục lại lực lượng để phòng thủ và sau đó là phản công lại Thái Bình Thiên Quốc.
Cuộc chiến giữa Thái Bình Thiên Quốc và nhà Mãn Thanh kéo dài dai dẳng trong hơn một thập kỉ. Lực lượng quân sự của nhà Thanh với các vũ khí tiên tiến từ các nước phương Tây đã dần chiếm ưu thế. Cùng trong thời gian đó nội bộ lãnh đạo của Thái Bình Thiên Quốc cũng bắt đầu có mâu thuẫn, xung đột tranh giành quyền lực. Bản thân bộ máy quản lý nhà nước của Thái Bình Thiên Quốc cũng không được vận hành tốt do thiếu nhân lực có trình độ, dẫn tới việc nhà nước thực chất chỉ quản lý được các đô thị trên những vùng lãnh thổ mà họ kiểm soát. Trong sức ép của chiến tranh và sự quản lý nhà nước yếu kém, Thái Bình Thiên Quốc dần dần suy tàn.
Năm 1864, Tăng Quốc Phiên và Lý Hồng Chương chỉ huy quân Thanh chiếm lại thủ đô Thiên Kinh của Thái Bình Thiên Quốc. Hồng Tú Toàn tự tử, quân đội và chính quyền của Thái Bình Thiên Quốc tan rã.

## Phim ảnh
Phong trào Thái Bình thiên quốc đã được chuyển thể thành 2 bộ phim truyền hình cùng tên do Trung Quốc và Hồng Kông lần lượt sản xuất.
Bộ phim Thái Bình Thiên Quốc do Trung Quốc sản xuất năm 1998: đạo diễn Trần Gia Lâm với các nhân vật như: Thiên Vương Hồng Tú Toàn, Hồng Tuyên Kiều, Phó Thiện Tường, Tô Tam Nương, Thạch Ích Dương...
Bộ phim Thái Bình Thiên Quốc do Hồng Kông (TVB) sản xuất năm 1988 với độ dài 45 tập có sự tham gia của các diễn viên: Lữ Lương Vĩ, Trần Mẫn Nhi, Hoàng Nhật Hoa, Đặng Tuỵ Vân, Quách Phú Thành...